# Chalahuite, Hidalgo
Chalahuite är en ort i Mexiko.   Den ligger i kommunen Tepehuacán de Guerrero och delstaten Hidalgo, i den sydöstra delen av landet, 190 km norr om huvudstaden Mexico City. Chalahuite ligger 235 meter över havet och antalet invånare är 113.
Terrängen runt Chalahuite är kuperad åt sydost, men åt nordväst är den bergig. Chalahuite ligger nere i en dal. Runt Chalahuite är det ganska tätbefolkat, med 60 invånare per kvadratkilometer. Närmaste större samhälle är Tamazunchale, 18,1 km nordost om Chalahuite. I omgivningarna runt Chalahuite växer huvudsakligen savannskog.